# Gosbert Adler
Gosbert Adler (* 1956 in Essen) ist ein deutscher Fotograf und Professor an der Hochschule für Bildende Künste Braunschweig.

## Leben
Nach einer Schreinerlehre studierte Gosbert Adler ab 1976 am Fachbereich 4 (Gestaltung) der Gesamthochschule Essen zunächst Industriedesign, ab 1977 bis 1984 Fotodesign bei Otto Steinert und Angela Neuke-Widmann. Von 1982 bis 1986 war Adler durch die Vermittlung von Michael Schmidt Dozent für Fotografie an der Werkstatt für Photographie der Volkshochschule Berlin-Kreuzberg und leitete von 1984 bis 1986 auch die Galerie der Werkstatt. In diesem Zusammenhang erarbeitete er neben zahlreichen monografischen Ausstellungen die Ausstellung DDR FOTO (gemeinsam mit Wilmar Koenig). Seit 1988 nahm Adler Lehraufträge für Fotografie an der Fachhochschule Dortmund, der Hochschule für Gestaltung und Kunst Zürich, der Universität der Künste Berlin, der Merz Akademie Stuttgart und der Hochschule Wismar wahr. Von 2002 bis 2007 war er Professor für Fotografie im Fachbereich Bildende Kunst der Fachhochschule Hannover. Seit 2007 lehrt Adler als Professor für Fotografie der Hochschule für Bildende Künste Braunschweig. Gosbert Adler lebt in Berlin.

## Werk
Adler gehört zu einer Generation deutscher Fotografen, die seit Ende der 1970er Jahre aus einer kritischen Position gegenüber der üblichen Verwertungspraxis das Medium Fotografie jenseits seiner funktionsgebundenen Aufgaben als ein „künstlerisch reflektierendes Instrument“ zur Auseinandersetzung mit Realität entdecken. Im Spannungsfeld einer sich emanzipierenden künstlerischen Fotografie, die von den Begriffen des „dokumentarischen Stils“ (Walker Evans) und der „Autorenfotografie“ (Klaus Honnef) geprägt ist, findet Adler in der Diskussion mit Michael Schmidt Anregungen für eine selbstbestimmte Arbeit. Auch die Rezeption der zeitgenössischen amerikanischen Fotografie in einer neuen dokumentarischen Tradition wie der New Topographics-Bewegung gibt wichtige Impulse.
Die frühen Arbeiten Adlers sind autobiografisch geprägt. Die ersten Serien wie die unbetitelte Diplomarbeit (1982) – neu interpretiert 2011 unter dem Titel Brot – Nadja (1986) und die mit dem Ersten deutschen Photopreis ausgezeichnete Arbeit Das Wort wird Fleisch und frißt mich (1988–89) zeigen subjektive Alltagsbeobachtung als bewusst kunstlose, fotografische Regeln unterlaufende, fragmentarische und hermetische Farbbilder, häufig mit Text kombiniert.
In den 1990er Jahren beschäftigt sich Adler mit dem Wandel des Stadtraums: Stadien von Konstruktion und Dekonstruktion – Sog (1990) – und die Gegenüberstellung von öffentlichem Außenraum und privatem Innenraum – Die Zelle, 1994 – werden im Modus einer „fragenden Beobachtung“ visualisiert. Menschenbilder gewinnen an Bedeutung mit der Serie Return to reason (2018). Hier erforscht Gosbert Adler die Vielfalt menschlicher Beziehungen im Abbild ihrer verschiedenen Handlungen und Haltungen als zeitgenössische Pathosformeln.

## Auszeichnungen/Stipendien (Auswahl)
- 1982: Stipendium für Zeitgenössische Deutsche Fotografie[15] der Alfried Krupp von Bohlen und Halbach-Stiftung, Essen
- 1989: Kodak Farbphotopreis ‘89 im Rahmen des Ersten Deutschen Photopreises der Landesgirokasse Stuttgart
- 1990: Arbeitsstipendium der Senatsverwaltung für kulturelle Angelegenheiten, Berlin
  - Werkstipendium der Neuen Gesellschaft für Bildende Kunst e. V., Berlin
- 1993: Arbeitsstipendium der Stiftung Kulturfonds
- 1996: Arbeitsstipendium der Stiftung Kunst und Kultur des Landes Nordrhein-Westfalen
- 1998: Künstlerhaus Schloss Balmoral, Bad Ems
- 2001: Werner Mantz prijs voor fotografie, Stichting Werner Mantz, Maastricht, Niederlande

## Einzelausstellungen (Auswahl)
- 1983 Gosbert Adler, Werkstatt für Photographie der Volkshochschule Berlin-Kreuzberg
- 1986 Nadja, Forum Stadtpark Graz
- 1990: Sog, Museum Folkwang Essen[16]
- 1994: Die Zelle, Sprengel Museum Hannover
- 2000: Die Zelle, Goethe Institut Gallery, Toronto, Kanada
- 2011: Brot, Galerie der Hochschule für Bildende Künste Braunschweig
- 2018: Sog, Galerie Jacky Strenz[17], Frankfurt am Main

## Gruppenausstellungen (Auswahl)
- 1984: Stipendien für Zeitgenössische Deutsche Fotografie der Alfried Krupp von Bohlen und Halbach-Stiftung, Museum Folkwang Essen
- 1984: Fotografie aus Berlin, Castelli Graphics, New York (weitere Stationen bis 1985): Jones/Troyer Gallery, Washington D. C., California Museum of Photography, Riverside (1985)
- 1985: Europa – Amerika, Steirischer Herbst, Forum Stadtpark, Graz, Österreich
- 1986: Reste des Authentischen. Deutsche Fotobilder der 80er Jahre, Museum Folkwang Essen, weitere Stationen: Impressions Gallery, York/GB, Stills Gallery, Edinburgh/GB, International Center of Photography, New York (USA) (1987)
- 1988: Photo-Boogaloo, Perspektief, Rotterdam, Niederlande
- 1989: Erster Deutscher Photopreis, Galerie der Landesgirokasse Stuttgart
  - 1. Internationale Fototriennale, Villa Merkel, Esslingen
- 1990: Fotografie für die Stadt, Neue Gesellschaft für bildende Kunst Berlin
- 1991: Surgence, Musée de Sainte-Croix, Poitiers, weitere Stationen: Musée de Beaux-Arts de Rennes, Altes Rathaus, Potsdam (1992)
- 1992: Jahreslabor. Ein Bericht. Berlinische Galerie, Martin-Gropius-Bau, Berlin
- 1993: Siemens Fotoprojekte 1987-92, Neue Pinakothek, München, Sprengel Museum, Hannover
- 1994: Another Continent, Tokyo Metropolitan Museum of Photography, Tokyo
  - vis à vis. Fotografien aus Lothringen und dem Ruhrgebiet, Ruhrlandmuseum Essen, Galerie Robert Doisneau, Vandoeuvre-les-Nancy
  - Aspekte deutscher Fotografie nach 45, Fluss. NÖ Fotoinitiative, Wolkersdorf, Österreich, Dum Umeni Mesta Brna, Brünn, Tschechische Republik, Nederlands Foto Institut, Rotterdam, Niederlande
- 1995: The act of seeing (urban space) – taking a distance, Fondation pour L’Architecture, Brüssel, Belgien, weitere Stationen: Graphische Sammlung der ETH Zürich & Institut GTA, De Paviljoens, Almere, Amsterdam (1996), Fondazione Galleria Gottardo (1996)
- 1996: Herkunft, Fotomuseum Winterthur, Schweiz
  - Die Klasse, Museum für Gestaltung, Zürich, Schweiz
- 1998: Ausstellung der Stipendiaten, Künstlerhaus Schloss Balmoral, Bad Ems
- 1999: Reconstructing Space: Architecture in recent German photography, Architectural Association, London
- 2001: Vierde Werner Mantz prijs voor Fotografie/Stedelijkheid en de strategie van de fotograaf. Urbanity and the photographer’s strategy/Fourth Werner Mantz Photography Prize, Marres – Centrum Beeldende Kunst. Maastricht, Niederlande
  - Waar/schijn/lijk. Moments which I intend to remember, Stadsgalerij Heerlen, Niederlande
- 2002: Gosbert Adler, Robin Collyer: Photoworks[18], Goethe Institut Gallery, Toronto, Kanada
- 2003: Zeitgenössische Deutsche Fotografie/Stipendiaten der Alfried Krupp von Bohlen und Halbach-Stiftung, Museum Folkwang Essen
- 2006: Storie urbane, Settimana della Fotografia Europea, Reggio Emilia, Italien
- 2015: n_7 - ort und irrtum, Projektraum Galerie Bohai, Hannover
- 2016: Das rebellische Bild. Werkstatt für Photographie 1976–1986, Museum Folkwang Essen
  - Kreuzberg-Amerika. Werkstatt für Photographie 1976–1986, C/O Berlin 2016

## Publikationen (Auswahl)

### Einzelpublikationen
- mit Wilmar Koenig (Hrsg.): DDR FOTO. Verein der Freunde der Werkstatt für Photographie, Berlin 1985.
- Sog. Museum Folkwang Essen, Essen 1990.
- Der schwarze Kasten. (Frankfurt). mit einem Text von Herbert Jochmann. Kulturprogramm der Siemens AG, München 1992.
- Die Zelle. mit einem Text von Thomas Weski. Sprengel Museum Hannover, Hannover 1994, ISBN 3-89169-077-0.
- Places where I intend to have been. Klaus Gallwitz (Hrsg.). Künstlerhaus Schloss Balmoral, Bad Ems 1998.

### Veröffentlichungen in Katalogen
- Reste des Authentischen. Deutsche Fotobilder der 80er Jahre. Museum Folkwang, Essen 1985
- Vom Umgang mit Veränderung. Zeitgenössische Fotografie. Neue Gesellschaft für bildende Kunst, Berlin 1995, ISBN 3-926796-37-5.
- Herkunft? Gosbert Adler, Tina Barney, Richard Billingham, Anthony Hernandez, Fazal Sheikh, Carrie Mae Weems. mit einem Essay von Vilém Flusser und Texten von Nadine Olonetzky, Brita Polzer und Urs Stahel, Fotomuseum Winterthur, Winterthur 1996.
- Erster deutscher Photopreis ‘89. edition cantz, Stuttgart 1989, ISBN 3-89322-139-5.
- Photographie als Photographie. Zehn Jahre Photographische Sammlung 1979–1989. Berlinische Galerie e. V. (Hrsg.), Berlin 1989.
- Surgence. La Création photographique contemporaine en Allemagne. Éditions Musée de la Ville de Poitiers, 1991, ISBN 2-903015-19-8.
- Reconstructing Space: Architecture in Recent German Photography. Michael Mack (Hrsg.), Architectural Association, London 1999, ISBN 1-870890-98-1.
- Stedelijkheid en de strategie van de fotograaf/Urbanity and the photographer’s strategy, Vierde Werner Mantz prijs voor fotografie/Fourth Werner Mantz Photography Prize. Stichting Werner Mantz, Marres, Maastricht 2001, ISBN 90-806292-2-7.
- Jede Fotografie ein Bild. Siemens Fotosammlung. Ulrich Bischoff, Inka Graeve Ingelmann, Thomas Weski (Hrsg.). Pinakothek-Dumont, München 2004, ISBN 3-8321-7346-3.
- Blink. 100 Photographers, 10 Curators, 10 Writers. Phaidon Press, London 2004, ISBN 0-7148-4199-4.
- Werkstatt für Photographie 1976–1986. Florian Ebner, Felix Hoffmann, Inka Schube, Thomas Weski (Hrsg.). Koenig Books, London 2016, ISBN 978-3-96098-042-1.